# مات سميث (لاعب كرة قدم)
مات سميث (بالإنجليزية: Matt Smith)‏ (و. 1982  م) هو لاعب كرة قدم، من أستراليا، ولد في تشيتشستر، يلعب كقلب الدفاع (كرة القدم).

## روابط خارجية
- مات سميث على موقع قاعدة بيانات كرة القدم.إي يو (الإنجليزية)
- مات سميث على موقع ناشيونال فوتبول تيمز (الإنجليزية)
- مات سميث على موقع Soccerway.com (الإنجليزية)